# Hemerobius picicornis
Hemerobius picicornis är en insektsart som beskrevs av Fabricius 1793. Hemerobius picicornis ingår i släktet Hemerobius och familjen florsländor. Inga underarter finns listade i Catalogue of Life.